# Jan Crans
Jan Crans, född 1480 i Antwerpen, död efter 1535, var en flamländsk historiemålare. 
Crans togs emot 1523 i Lukasgillet och blev där dekanus 1535. Vissa av hans verk finns i ett konstmuseum i Antwerpen.